# Abu Sahl Muhammad
Abu Sahl Muhammad ibn Husayn al-Zuzani (mort entre 1050 i 1059) fou un cortesà gaznèvida sota els sultans gaznèvides Mahmud ibn Sebuktegin (998-1030) i Masud I ben Mahmud (1030-1041). Era fill d'un erudit religiós.
Fou tutor del fill del visir Ahmad ibn Hasan al-Maymandi. Va escriure panegírics del successor d'al-Maymandi al visirat, Abu Ali Hasan ibn Muhammad al-Mikal al-Nisahapuri al-Hasanak (1025-1030), i fou vicegovernador d'Herat quan fou governador d'aquesta el príncep Masud (després sultà).
A la mort de Mahmud va fugir a Damghan on es va trobar amb Masud que no tenia prou equipament per oposar-se al seu germà Muhammad ibn Mahmud; fou en la pràctica el seu visir.
Al pujar al tron Masud poc després va negociar en nom d'aquest amb al-Maymandi, alliberat de presó, i aquest fou nomenat altre cop visir i Abu Sahl va ser designat administrador de l'exèrcit, lloc que no li va donar satisfacció i va excitar al sultà contra els que considerava els seus enemics, aconseguint la detenció i execució de l'antic visir Hasanak. Va convèncer el sultà (contra el consell d'al-Maymandi) de reclamar els regals que Muhammad ibn Mahmud en el seu breu regnat havia fet als amirs i notables; fou encarregat d'aquesta tasca i les seves pressions van fer perdre al sultà molts partidaris i ell mateix es va fer odiós.
Després va incitar al sultà contra el khwarizshah Altuntash i va aconseguir un firman que el destituïa i ordenava la seva detenció; però el firman va caure en mans d'Altuntash abans de ser executat i el sultà, per por d'una revolta d'Altuntash, va ordenar la detenció d'Abu Sahl que fou empresonat a Kuhandez, i les seves propietats (a Merv, Zuzan, Nisahpur, Ghor, Herat, Badgis, Gazni i Balkh) foren confiscades. Totes aquestes maquinacions van comportar que per un temps Khurasan passés a mans d'Altuntash.
Abu Sahl fou alliberat i proposat com a subgovernador de Rayy però no fou nomenat; tot i així va tornar a la cort i es va barrejar en noves maquinacions fins que el sultà el va destituir de tots els càrrecs.
A la mort d'Abu Nasr Moshkan el 1040, Abu Sahl fou nomenat cap del secretariat recuperant certa influència. Abu Sahl va restar al costat del sultà en la batalla de Dandanakan amb els seljúcides i va aconsellar prendre una actitud ferma contra els invasors.
Masud li va imputar alguna responsabilitat en la revolta d'Abu l-Fazl Kornaki a Bust i el va enviar a aquest lloc per arranjar l'afer, cosa que va aconseguir i a la tornada fou nomenat altre cop cap secretari pel nou sultà Mawdud ibn Masud (1041-1050).
Va morir en aquests anys i la seva activitat fins a la seva mort és desconeguda.